# روبرت إي. إل. تايلور
روبرت إي. إل. تايلور (بالإنجليزية: Robert E. L. Taylor)‏ هو صحفي أمريكي، ولد في 8 يونيو 1913، وتوفي في 2 يوليو 2009.